# 1928년 동계 올림픽 밀리터리 패트롤
1928년 동계 올림픽의 밀리터리 패트롤은 1928년 2월 12일에 스위스 장크트모리츠에서 경기가 진행되었다. 전 날밤의 눈보라로 인해, 경기 시작 시간이 눈을 치우느라 45분이 지연되었다. 시작점이 2,108m에 위치해 있었고, 가장 높은 곳이 2,877m, 그리고 골인 지점이 1,850m 이었다.

## 참가 국가
9개국으로부터 온 36명의 선수가 대회에 참가했다.
| - 노르웨이 (4명) - 독일 (4명) - 루마니아 (4명) |  | - 스위스 (4명) - 이탈리아 (4명) - 체코슬로바키아 (4명) |  | - 폴란드 (4명) - 프랑스 (4명) - 핀란드 (4명) |

## 기록
| 순위 | 팀                                                                                              | 기록      |
| ---- | ----------------------------------------------------------------------------------------------- | --------- |
| 1    | 노르웨이 · (올레 레이스타, 레이프 스캉네스, 올레 스테넨, 레이다르 외데고르)                     | 3:50:47.0 |
| 2    | 핀란드 · (에이노 햘마르 쿠바야, 칼레 투푸라이넨, 에스코 예르비넨, 베이코 한스 루오찰라이넨)     | 3:54:37.0 |
| 3    | 스위스 · (프리츠 쿤, 후고 레너, 오토 푸러, 안톤 율렌)                                           | 3:55:04.0 |
| 4    | 이탈리아 · (엔리코 실베스트리, 다니엘레 펠레시에르, 에르미니오 콘포르톨라, 피에르토 마키냐즈)   | 4:07:30.0 |
| 5    | 독일 · (프란츠 라이텔, 슈테판 키슈틀러, 요제프 렘, 루트비히 마이어)                             | 4:15:02.5 |
| 6    | 체코슬로바키아 · (오타카르 네메츠키, 요세프 클로우체크, 얀 베드르지히, 로베르트 뫼흐발트)       | 4:15:07.5 |
| 7    | 폴란드 · (즈비그니에프 부이치키, 브와디스와프 주이트코비치, 브와디스와프 체흐, 타데우시 자이델) | 4:39:45.0 |
| 8    | 루마니아 · (토마 칼리스타, 콘스탄틴 파스쿠, 이오안 루커레아누, 이온 저거네스쿠)                 | 5:00:16.0 |
| 9    | 프랑스 · (마르셀 푸르시에, R. 만드리용, R. 쟁드르, M. 페리에)                                   | 5:20:26.0 |

## 참조
1. ↑  (노르웨이어) Norsk militæridrett: Tøff tur for Reistad[깨진 링크(과거 내용 찾기)], p. 11.
2. ↑  "오벨로이트난트 쿤츠"로도 찾을 수 있다.